# Jason Joseph
Jason Joseph, född 11 oktober 1998, är en schweizisk friidrottare som tävlar i häcklöpning.

## Karriär
Vid inomhuseuropamästerskapen i friidrott 2023 tog Joseph guld på 60 meter häck. Vid europeiska spelen 2023 tog han guld på 110 meter häck.